# بوجانگای دم‌مربعی
بوجانگای دم‌مربعی (نام علمی: Dicrurus ludwigii) نام یک گونه از تیره بوجانگا است.

## نگارخانه

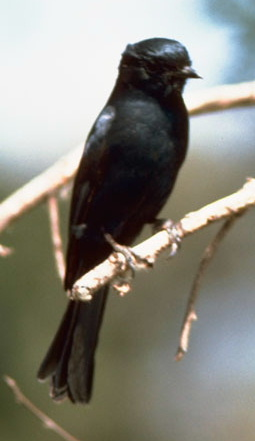